# 50 ani: Best of Phoenix 1962–2012
50 ani: Best of Phoenix 1962–2012 este o compilație cu piese ale formației Phoenix apărută în luna decembrie a anului 2012, în ediție limitată și doar pe suport disc de vinil.

## Prezentare
Materialul marchează aniversarea a jumătate de secol de activitate a formației Phoenix și conține 11 dintre cele mai cunoscute piese din repertoriul acesteia, de la „Vremuri” și „Canarul” aparținând perioadei „beat”, până la „Baba Novak” și „Fluier în cer”, înregistrate în 2005. Mapa discului de vinil conține o istorie a formației, intitulată „50 de ani de rock”, realizată de Gabi Gomboș și publicată inițial în septembrie 1992, în cadrul programului turneului național „Phoenix Champ Tour”. În afară de istoria formației, mapa mai include poezia „Să nu vă fie frică!”, scrisă de Nicolae Covaci și dedicată fanilor săi, discografia formației, versuri ale pieselor, fotografii mai vechi și mai noi, o prezentare scrisă de Șerban Foarță și intitulată „La aniversară”, texte despre Phoenix aparținând unor personalități precum Angela Gheorghiu, Gheorghe Zamfir sau Marius Tucă.
Discul a fost fabricat în Marea Britanie și a fost distribuit doar în România, sub egida casei de discuri Phoenix Records, într-un ambalaj special, sub forma unui „obiect premium de colecție”. Producătorul albumului este Nicu Covaci, cel care declara într-un interviu: „Este un produs de înaltă clasă, ce se adresează în primul rând colecționarilor și fanilor din «aripa dură» a Păsării Phoenix.”  Vinilul a fost lansat în luna decembrie, când Phoenix a susținut două mari concerte aniversare: unul la Ateneul Român din București (5 decembrie) și altul în Piața Victoriei din Timișoara (20 decembrie).
Tirajul pentru compilația 50 ani: Best of Phoenix 1962–2012 a fost de 2250 de exemplare, în trei variante: gold, silver și bronze. Ediția gold este reprezentată de primele 50 de exemplare numerotate și semnate de Nicu Covaci. Fiecare exemplar conține numele cerut de cumpărător, inscripționat într-un dreptunghi auriu. Ediția silver este formată din 200 de exemplare ce conțin numele cerut de cumpărător, inscripționat într-un dreptunghi argintiu. Ediția bronze include 2000 de exemplare nepersonalizate.

## Citate extrase de pe mapa discului
„Din Timișoara-n toată țara ca și altunde te găsești, se-aude că porți, azi, brățara a cinci decenii de când ești; de când, sub aripa ei, una din păsările stranii, foarte te-a luat și pusu-ți-a cununa, pe cap, a celor făr' de moarte. Nu-nseamnă mai nimic cât porți, din anii care trec, pe umeri; 50 sunt mulți, dar dacă-s morți în van îi tot aduni și numeri. ”—Șerban Foarță
„Phoenix ca o pasăre cu aripi de eternitate. Phoenix ca un zbor de jumătate de secol. Când zburând înalt, foarte înalt, când zburând la supraviețuire, gata să se prăbușească, când plutind în zbor egal cu ea însăși. Dar de fiecare dată în zbor. Zborul ei, muzica ei. Atât de românească și totuși atât de altfel, cu rădăcini atât de adânci, aidoma unui stejar, atât de a noastră și în egală măsură a tuturor, locală și universală în același timp. Ca o legendă născută legendă, străbătând o jumătate de secol, fără să îi pese de lume și de mersul ei. Zborul ei, muzica ei, legenda ei, ADN-ul ei regăsindu-se în ADN-ul nostru și rezonând toate în sângele, mintea și sufletul inițiaților. Phoenix ca o legendă de vinil învârtindu-se la nesfârșit pe platanul vieții și al lumii, cântând și încântând o jumătate de veac și oamenii săi. ”—Marius Tucă
„Phoenix înseamnă muzică, poezie, iubire, libertate. Oare e cineva care nu a ascultat «Zori de zi», «Fată verde», «În umbra marelui URSS» sau «Mugur de fluier»? Felicitări, domnilor! Ne-ați dăruit 50 de ani din viața dumneavoastră, iar noi, în picioare, vă aplaudăm! ”—Angela Gheorghiu
„Întotdeauna mi-au plăcut oamenii plini de voință, tenacitate, talent. Oamenii ce și-au consacrat viața unei cauze. Nicu Covaci le-a avut pe toate. Merită stima, respectul și dragostea mea pentru tot ce a inițiat și a desăvârșit într-o jumătate de secol. El rămâne un mare copil al țării sale. Și-a dedicat viața artei și muzicii bune făcând sacrificii de care puțini sunt în stare. De aceea îl prețuiesc atât de mult. El a creat Phoenix, el este Phoenix. ”—Gheorghe Zamfir

## Piese
Fața A:
1. Vremuri (1968)
2. Canarul (1968)
3. Nunta (1972)
4. Mugur de fluier (1974)
5. Strunga (1974)
6. Mica țiganiadă (1974)

Fața B:
1. Pavel Chinezul (1974)
2. Norocul inorogului (1975)
3. Baba Novak (2005)
4. Fluier în cer (2005)
5. În umbra marelui U.R.S.S. (2000)

Muzică: Nicolae Covaci și Florin Bordeianu (A1, A2); Nicolae Covaci (A3, A4, A5, B1, B2, B3, B4, B5)

Versuri: Florin Bordeianu și Victor Șuvăgău (A1); Victor Șugăvău (A2); Victor Cârcu (A3, A4); Vasile Alecsandri (A5); Șerban Foarță și Andrei Ujică (A6, B1, B2); Călin Angelescu (B3); Dinu Olărașu (B4); Nicolae Covaci (B5)
Observație: Pe coperta albumului, Philippe de Thaon nu este menționat ca fiind coautor al versurilor piesei „Norocul inorogului” (B2), iar ca textier al piesei „Baba Novak” (B3) este trecut John Kirkbride în loc de Călin Angelescu.